# エル・ミラドール〜展望台の唄〜
「エル・ミラドール〜展望台の唄〜」（エル・ミラドール てんぼうだいのうた）は、nobodyknows+の6枚目のシングルである。

## 収録曲
1. エル・ミラドール〜展望台の唄〜 (4:20)
学校法人モード学園CMソング。
普段の生活で生まれる疑問を展望台から見下ろしたらちっぽけなことだし、もっと上を見ていこうというメッセージが込められている。ここで唄われている「展望台」とは名古屋テレビ塔のことであり、ジャケットにもデフォルメされたイラストで登場している。
2. Theme from nobodyknows+ pt.11 (1:34)
3. ＠ the same time (4:23)
g-tonのソロ
4. エル・ミラドール〜展望台の唄〜 -instrumental- (4:23)